# Nomia buddha
Nomia buddha är en biart som beskrevs av John Obadiah Westwood 1875. Nomia buddha ingår i släktet Nomia och familjen vägbin. Inga underarter finns listade i Catalogue of Life.